# 27 (число)
27 (двадцать семь) — натуральное число, расположенное между числами 26 и 28.

## Элементарная математика
- Нечётное двузначное число
- Куб числа 3. Это первый нечётный точный куб, кроме единицы[1]. Также 27 является тетрацией 23.
- Сумма цифр этого числа — 9.
- Произведение цифр этого числа — 14.
- Квадрат этого числа — 729.
- Куб этого числа — 19 683.
- Между 27 и предыдущей точной степенью (25 = 52) нет ни одного простого числа. На 9 марта 2002 года известно лишь пять подобных пар: (8, 9), (25, 27), (121, 125), (2187, 2197), (32 761, 32 768)[2].
- 1027 называется октиллион.
- 27 — десятиугольное число.
- 27 — одно из телесных чисел.
- 27 — единственное положительное целое число, которое в 3 раза превышает сумму своих цифр.
- 27 — при основании 10 это первое составное число, которое не делится ни на одну из своих цифр.
- Равно сумме цифр своего собственного куба: {\displaystyle 27^{3}=19683,1+9+6+8+3=27}[1]. Это наибольшее число, являющееся суммой цифр своего куба[3]; кроме него, тем же свойством обладают числа 0, 1, 8, 17, 18, 26.
- 27 — наименьшее составное число, не представимое в виде суммы двух простых.
- Каждое натуральное число можно представить в виде суммы не более чем 27 простых[1].
- 027 — десятичный период числа 1/37, и наоборот[1].
- Если циклически переставить цифры в трёхзначном кратном числа 27, например 513 превращается в 135 или 351, то полученное число всё ещё делится на 27. Единственное другое число с тем же свойством — 37[1].
- 27 — самое маленькое натуральное число, которое двумя способами разбивается в сумму трёх квадратов: {\displaystyle 27=3^{2}+3^{2}+3^{2}=5^{2}+1^{2}+1^{2}}[1].
- 27 — магическая константа в возвратном магическом квадрате чисел[англ.] с кратностью 1/7.
- В гипотезе Коллатца (известной также как «гипотеза 3n+1»), начальное значение 27 приводит к последовательности, сходящейся к 1 за 111 шагов — это наибольшее число шагов для чисел от 1 до 50. В процессе последовательность достигает числа 9232[1].
- При десятичной системе счисления 27 входит в числа Смита и числа харшад.
- 27 состоит из цифр 2 и 7, если взять сумму последовательности цифр, начиная от 2 и заканчивая 7, в результате получится 27 (2 + 3 + 4 + 5 + 6 + 7 = 27)[4].
- Он расположен на двадцать восьмом (и двадцать девятом) знаке после запятой в числе π (3,141592653589793238462643383279…). Если считать с 0, это будет одна из немногих известных самоопределяющихся строк числа пи.
- Злое число

## Высшая математика
- С учётом группы Титса существует 27 спорадических групп.
- Единственная простая формально действительная йорданова алгебра — исключительная йорданова алгебра самосопряжённых кватернионных матриц 3 на 3 — 27-мерна[5].
- На гладкой кубической поверхности есть ровно 27 прямых линий, которые образуют базис фундаментального представления исключительной алгебры Ли E6.

## Наука
- Атомный номер кобальта.
- Атомный вес единственного стабильного изотопа алюминия.

## Религия, мистика, философия
- В славянской мифологии числительное 27 (число дней сидерического месяца) воплощало идею полносчетного множества, которое обладало магической силой[6]. Предполагают, что «тридевять сестрениц» (вилы или берегини) заимствованы из индуистской традиции (27 дочерей бога Дакши, символизирующие сидерический месячный цикл)[6]. Также в греческой и славянской системах цифровых обозначений ровно 27 знаков (3 группы по 9 чисел в каждой)[6].
- 27 книг содержит вторая часть Библии (Новый Завет)[7].
- В еврейский алфавит были введены дополнительные 5 знаков, чтобы получить число 27 — трёхкратную последовательность числа 9[8]. В Каббале есть 27 букв, соответствующих 27 каналам связи с Богом и 27 комбинациям имен Бога, — 13 явным и 14 тайным[9].
- У Пифагора и Платона число 3 в кубе (то есть 27) и число 2 в кубе (то есть 8) символизируют Космос[10][11][12]. Пифагорейцы придавали числу 27 особое значение — предполагают, что это число литер в их засекреченном древнем алфавите[13]. Число 27 использовалось в пропорциях римских зданий[14].
- В некоторых масонских ложах есть 27-е звание[15].
- Из Каббалы число 27 (тройная девятка) перешло в карачаевско-балкарскую и тюркскую традиции[16].
- 27 — высший уровень иллюзорного мира (рупалоке) в буддизме[17].
- 27 накшатра (частей зодиака) в индийской астрологии (Джьотиша)[18].
- Клуб 27 — объединённое название группы музыкантов, сильно повлиявших на становление и развитие музыки стилей рок и блюз и умерших в возрасте 27-ми лет, иногда при странно сложившихся обстоятельствах.
- Коран, 27 — двадцать седьмая сура Корана.

## Астрономия
- 27 полных суток — оборот Луны вокруг Земли.
- 27 лун у планеты Уран.
- 27-й спутник Юпитера — Праксидике.
- 27 сфер в модели вселенной, построенной учёным Евдоксом.
- Число сароса для серии солнечных затмений, которые начались 9 марта 1993 г. до н. э. и закончились 16 апреля 713 г. до н. э.[6][19]. Продолжительность 27-й серии сароса составляла 1280,1 года и содержала 72 солнечных затмения.
- Число сароса серии лунных затмений, которые начались 28 июля 1926 г. до н. э. и закончились 23 января 411 г. до н.э[20]. Продолжительность 27-й серии сароса составляла 1532,5 года и содержала 86 лунных затмений.

## Алфавиты
- 27 букв в некоторых алфавитах (испанском, еврейском и старогреческом)
- 27-я буква русского алфавита — Щ
- Амперсанд (&) в XIX веке считался 27-й буквой английского алфавита

## Тридевять
- Три́девять означало число 27 в старинном счёте по девяткам; в настоящее время используется преимущественно в выражении «за тридевять земель». Переносное значение — очень далёкое[21].
- В русских сказках часто упоминается «тридевя́тое царство».
  - Мультфильм В тридевятом царстве….

## В искусстве
Согласно данным исследователей из австралийского университета технологий, в возрасте 27 лет музыканты Великобритании умирали чаще в 2—3 раза, чем обычные люди.
Натюрморт Народного художника России Василия Нестеренко «Нам позавидуют в сей славе!», посвящённый победе в бою при Гренгаме, которое состоялось спустя 6 лет после Гангутского сражения, но тоже 27 июля, в 1720 году. Пётр I произнёс по поводу даты сражения: «Число не обмануло!».

### В литературе
- Группа творческой интеллигенции в Испании — «Поколение 27 года», манифестом которой стала антология «Испанская поэзия, 1915—1931».

### В кино
- Лето или 27 украденных поцелуев.
- Глава 27.
- 27 свадеб.
- Номер 27 (автор Майкл Пейлин).

### В музыке
- Соната для фортепиано № 27 (Бетховен).
- «27» — песня Fall Out Boy из альбома Folie à Deux.
- «27» — песня Passenger из альбома Whispers[англ.].
- «27» -песня Title Fight из альбома Shed[24].
- «27» — песня Biffy Clyro из альбома Blackened Sky.
- «27» — песня Machine Gun Kelly из альбома Bloom.
- «27 Jennifers» — песня Mike Doughty из альбома Rockity Roll[англ.].
- 27 — альбом южнокорейской певицы Kim Sung-kyu.
- 27 — альбом аргентинской рок-группы Ciro y los Persas.
- Двадцать семь — альбом группы The Adicts.
- 27 — фирменный номер французского рэпера Kaaris из его почтового индекса 93270.
- «Двадцать семь незнакомцев» из деревни.
- 27 (band)[англ.] — группа из Бостона.
- 27 (opera)[англ.] — опера композитора Ricky Ian Gordon и либертиста Royce Vavrek.

## В спорте
- Суммарное количество очков за все цветные шары в снукере, так как 27 на единицу меньше седьмого треугольного числа 28[1].
- Количество аутов в стандартном бейсбольном матче для каждой команды на всех взрослых уровнях, включая профессиональную игру, составляет 27.
- Нью-Йорк Янкис выиграла 27 чемпионатов Мировой серии — больше, чем любая другая команда в Главной лиге бейсбола.

## В электронике
- Электронная лампа (клапан) типа 27 — триод, представленный в 1927 году, был первой лампой массового производства для коммерческого использования с катодом косвенного накала. Это сделало её первой электронной лампой, которая могла работать как детектор в радиоприемниках с питанием от переменного тока. До появления модели 27 домашние радиоприемники питались от набора из трех или более аккумуляторных батарей с напряжением от 3 до 135 вольт.

## В других областях
- В человеческой кисти насчитывается 27 костей.
- Гоночные болиды Ferrari, на которых выступал лидер команды, долгое время носили номер 27. В частности, под этим номером гонялись Ален Прост и Жиль Вильнёв.
- Художник из Миннеаполиса Deuce 7[англ.] (он же Deuce Seven, Двадцать семь, 27).
- Код для международных прямых телефонных звонков в Южную Африку.
- Альтернативное название книги Уильяма Дила[англ.] «Охота».
- Номер французского департамента Эр.
- Номер заключенного аббата Фариа в книге «Граф Монте-Кристо».
- Один из антропоморфных математических символов Лизы Симпсон, который представлен в эпизоде Симпсонов «Girls Just Want to Have Sums» («Девочки просто хотят математики»), когда вместо ожидаемого каламбурного афоризма говорит бесполезную фразу «27».
- В романе Стивена Кинга «Оно», каждые 27 лет монстр возвращается в Дерри.
- Количество планет, необходимых для подпитки бомбы реальности в эпизодах «Украденная Земля» и «Конец путешествия» из 4-го сезона Доктора Кто.
- 27 — код субъекта Российской Федерации Хабаровского края.
- 27 — количество субъектов Украины (де-факто).

## Истоки
По мнению О. Жолобова, число 27 является древним индоевропейским анахронизмом и в хронологических системах символизировало 27-дневный звездный месяц обхода Луной всего зодиакального круга, который состоял из 3 9-дневных недель. Данная традиция близка к продолжительности сидерического месяца (27, 3217 суток) и драконического месяца (27,2122 суток). В отличие от 28-дневного лунного месяца, 27-дневный месяц носил ритуально-магический характер.

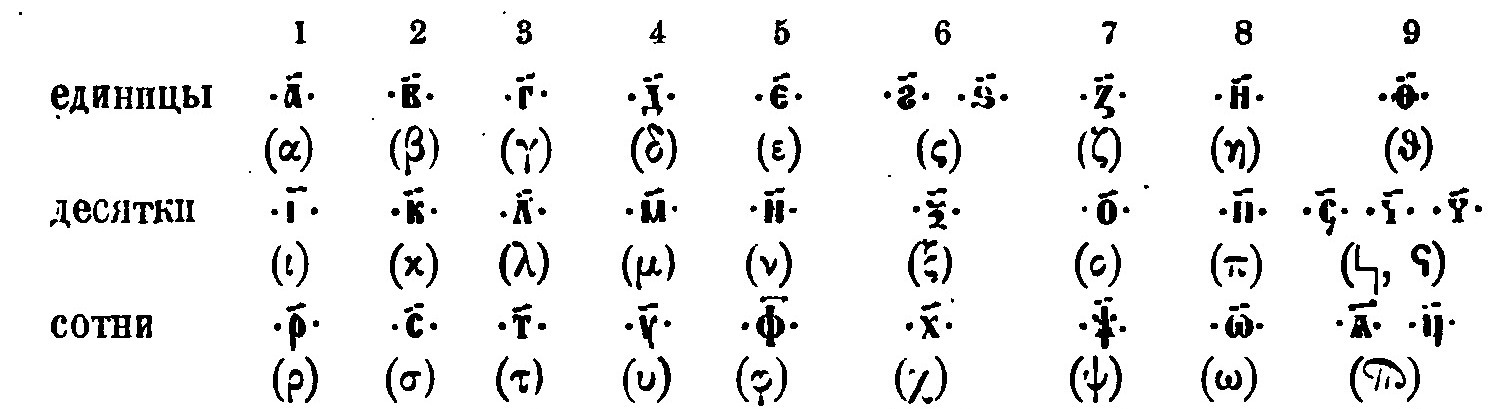
27 знаков славянской и греческой системы записи чисел

В греческой системе цифровых обозначений (идею которой заимствовала славянская система цифровых обозначений) используется 27 знаков (символизирующих завершенное полносчетное множество), сгруппированных в 3 группы по 9 знаков в каждой, а для обозначения тысяч использовались цифры из первых трех разрядов с добавлением особых значков.
На стенах Софийского собора в Киеве была обнаружена 27-буквенная греко-славянская азбука, которая по мнению Андрея Зализняка носила сакральный характер. В этом алфавите к 24 буквам стандартного греческого алфавита было добавлено 3 славянские буквы для намеренного достижения сакрального числа 27.
Андрей Зализняк считает, что в целом слово тридевять не всегда точно обозначало число 27, оно могло символизировать некое большое количество, соединяющее в себе магические свойства числа 9 и числа 3. Однако О. Жолобов не согласен с данной точкой зрения и приводит множество примеров из древнерусских летописей, когда выражение тридевять четко обозначало число 27:

«В поморье Кемского уезда, перед возвращением промышленников с Мурманского берега домой, бабы целым селением отправляются к морю молить ветер, чтобы не серчал и давал бы льготу дорогим летникам… На следующую ночь, после богомолья, все выходят на берег своей деревенской реки… и стараются припомнить и сосчистать ровно двадцать семь 3 × 9 плешивых из знакомых своих в одной волости и даже в деревне, если только есть возможность к тому. Вспоминая имя плешивого, делают рубеж на лучинке углем или ножом; произнеся имя последнего, 27-го, нарезывают уже крест. С этими лучинами все женское население деревни выходит на задворки и выкрикивает сколь возможно громко.
„Восток, да обедник, пора потянуть! Запад да шалоник, пора покидать! Тридевять плешей все сосчитанные, пересчитанные; встокова плешь наперед пошла“

При этом он считает, что девятичной системы счисления на самом деле не существовало, а использование этого счета было ограничено множителем 3 (первая девять, вторая девять, третья девять). Таким образом, число 27 было верхним уровнем девятичного счета.
По данным Э. Олупе, в латышских заговорах иногда встречается числительное тридевять, причем как вместе, так и отдельными тремя девятками в единой композиции:

„Трое мужчин бредут по морю, у всех розы в руках. Все все [розы] упали в море, утонули, исчезли, рассеялись, потонули на дне — синяя, красная, белая; другие разные — увядшие, засохшие как табачный лист. В море тридевять кузнецов, тридевять молотков, тридевять наковален: они их закуют, они их разобьют, они их засекут тридевятью мечами
— погибли, развеялись все, как луна на ущербе, как старый гриб-дождевик“ (от рожи)»
«Придут с моря тридевять молний, тридевять громов, они тебя разгро- мят, они тебя забьют на тридевять сажен, на тридевять миль в землю. Там твой отец, там твоя мать, там твои братья, там твои сестры, там ты сам, там ты внутри оставайся, вовеки наверх не поднимайся — пока это солнце, пока эта земля [существует] — без конца» (от испуга)"
«Девять черных мужиков, девять вороных коней, девять черных псов
— сбежались, съехались на трех перекрестках, меж трех камней. Там мужики схватили, там кони залягали, там псы растерзали [того], кто пугает моего ребенка, кто не дает ему спать»

В литовском традиции праздник для божества плодородия Самбарис называет «трижды девять». На этом празднике каждый земледелец брал 9 пригоршней зерна разных сортов, делил каждую горсть на 3 части и 27 кучек зерна разного сорта перемешивал в одну кучу.
А. Соболевских в «Заметках по славянской мифологии» приводит следующие примеры использования числительного тридевять: русских доеверов обвиняли в поклонении «виламъ и Мокоши, упиремъ и берегынямъ, ихъже нарицаютъ три 9 сестрениць», а также рекомендация для свадеб московских бояр XVI—XVII века из Домостроя «изготовятъ 3 девять сноповъ ржаныхъ, поставятъ ихъ стоймо и на то ковер и постелю», «(боярыня держитъ на блюдѣ) 3 девять лоскутов розныхъ цвѣтовъ камки и тафты, 3 девять пѣнязей серебряныхъ золоченыхъ малыхъ». В новгородской берестяной грамоте № 715 первой половины XIII века встречается выражение «тридевять ангелов тридевять архангелов».

«тридевѧ(т)оанеелотридевѧароханело
избавирабажеѧмихеѧтрасавиче
молитвамисвѧтꙑѧбогородичѧ»

И. Поливка приводит множества примеров использования числительного тридевять в восточно-славянском фольклоре:

"после полетели они за тридевять земель; замыкаю я вас тридевятью замками, запираю я вас тридевятью ключами; Пойду из ворот воротами выду я в цистоё полё. В цистом поли стрецю тридевять морь, тридевять озёр, тридевять рек, тридевять руцьёф, тридевять лушкоф. Как с этых морь, с этых рек, с этых руцьёф, с этых зеленых лушкоф стекается вся вода в синёё морё, так бы у моей жывотинки стекалось молоцько в титоцки; одизiмать тридевять ячменин; уизжаеть iон у чужоя царства, у чужья пакаления у тридиватыя гусударства и т. д.— О. Ф. Жолобов. Об одном балтско-славянском архаизме: «3*9»»
Тридевять — число 27= 3*9, что соответствует, у некоторых народов, лунному месяцу по древнему календарю. Символическое число 27 в разных комбинациях присутствует практически во всех русских сказках и былинах: невесту герой, как правило, ищет «за тридевять земель», там же ищет жар-птицу. С точки зрения числовой символики русский фольклор «насквозь троичен», отражая образ жизни наших предков, их верования и традиции. Согласно аналитической психологии Карла Густава Юнга, в сказке отражается коллективная природа, коллективное бессознательное и архетипические образы. Настоящему, реальному миру в сказках противопоставляется иной, «тридевятый» мир, лежащий «за тридевять земель». Известный исследователь русского фольклора В. Пропп связывает символическое значение числа 27 (тридевятое царство, тридевять земель) с образами солнца и горизонта, Ю. М. Брейгер — с цветущим садом, другие исследователи — с загробным миром.
Число «тридевять» встречается в мифологии, поэтике и диалектах западных славян, например «при гаданиях вороного коня Триглава трижды водили через девять копий, положенных на землю». Числительное тридевет было обнаружено в юго-западных болгарских диалектах, а в некоторых других болгарских диалектах используется термин тришдевет. По мнению О. Жолобова это является доказательством того, что числовое выражение тридевять имеет общеславянскую основу.
В древнеримских источниках магические формулы при изготовлении лекарственных препаратов надо было произносить 9 или 3*9 раз. В кельтской традиции 3 часто сочетается с 27. Также соединение числительных 3 и 9 встречается в иранских и германских текстах. Встречается числительное тридевять и в тюркской традиции. Б. Унбегаун нашёл счет тридевять в дипломатической переписке крымских татар, когда подарки-подношения царственным особам надо делать 3 группами по 9 одинаковых предметов в каждом:

«одну девять поминков взял, 1516; а съ нимъ бы еси прислалъ ко мнѣ девять кречатовъ, да девять портищъ соболей, да третью девять пришли горностаевъ, 1517; дай ты сыну моему Алпу отъ себя три девяти поминковъ, 1516; пожаловалъ есми сына своего Алпа царевича трема девятми, и ты дай отъ себя сыну моему Алпу двѣ девяти, а третею девять язъ ему отъ себя дамъ изъ казны; и ты бы мнѣ прислалъ тридевять кречетовъ молодиковъ, 1515; да за тридевять поминковъ запросныхъ чтобъ было узорочье, 1517»
В современном хазараспском говоре узбекского языка есть примеры девятичного счета: ÿч доkkïз пämijp — 27 лепешек. Числа 9 и 27 рассматривались как производные от священного числа 3.
Термин тридевять используется и в греко-византийских церковно-юридических текстах, откуда был заимствован древнерусскими источниками. В переводе Ефремовской кормчей XII века говорится о необходимости искупления убийства в течение 3 ступеней, каждая из которых длится 9 лет (в первые 9 лет преступнику запрещено церковное общение, во вторые 9 лет ему разрешается стоять в приторе с оглашениями, в 3 «девятерицу» он допускается к общей молитве и причастию).